# Sessi D'Almeida
Sessi Octave Emile D'Almeida (sinh ngày 20 tháng 11 năm 1995) là một cầu thủ bóng đá chuyên nghiệp thi đấu ở vị trí tiền vệ phòng ngự cho câu lạc bộ Ligue 2 Pau FC. Mặc dù sinh ra ở Pháp, anh khoác áo cho đội tuyển quốc gia Bénin.

## Sự nghiệp câu lạc bộ
D'Almeida có màn ra mắt cho Bordeaux vào ngày 12 tháng 12 năm 2013 tại vòng bảng UEFA Europa League trước Maccabi Tel Aviv, thi đấu 75 phút trong thất bại 1–0 trên sân khách trước khi bị thay ra nhường chỗ cho Théo Pellenard.
Vào ngày 23 tháng 8 năm 2014, anh có màn ra mắt Ligue 1 cho Bordeaux, thay cho André Biyogo Poko trong 9 phút cuối cùng với chiến thắng 3–1 trên sân khách trước OGC Nice.
Sau khi thử việc thành công với Barnsley vào mùa hè năm 2016, D'Almeida ký bản hợp đồng 2 năm với câu lạc bộ thi đấu tại Championship.
Anh bị Blackpool chấm dứt hợp đồng cuối mùa giải 2017–18.
Vào ngày 13 tháng 7 năm 2018, D'Almeida đầu quân cho câu lạc bộ League Two Yeovil Town với bản hợp đồng 1 năm kèm điều khoản gia hạn thêm năm thứ hai. Cuối mùa giải 2018–19, D'Almeida bị Yeovil giải phóng sau khi đội bóng xuống hạng khỏi Football League.
Vào ngày 24 tháng 7 năm 2019, D'Almeida trở lại Pháp để ký hợp đồng cho cho câu lạc bộ Ligue 2 Valenciennes với bản hợp đồng có thời hạn 2 năm.

## Sự nghiệp quốc tế
D'Almeida được triệu tập vào đội tuyển quốc gia Bénin năm 2014 cho các trận đấu tại Vòng loại Cúp bóng đá châu Phi 2015 trước São Tomé. Anh có màn ra mắt cho Bénin trong trận hòa 1–1 trước Guinea Xích đạo năm 2015.

## Thống kê sự nghiệp

### Câu lạc bộ
Tính đến trận đấu diễn ra ngày 14 tháng 5 năm 2022
| Câu lạc bộ             | Mùa giải           | Giải vô địch       | Giải vô địch | Giải vô địch | Cúp Quốc gia | Cúp Quốc gia | Cúp Liên đoàn | Cúp Liên đoàn | Khác    | Khác      | Tổng cộng | Tổng cộng |
| Câu lạc bộ             | Mùa giải           | Hạng đấu           | Số trận      | Bàn thắng    | Số trận      | Bàn thắng    | Số trận       | Bàn thắng     | Số trận | Bàn thắng | Số trận   | Bàn thắng |
| ---------------------- | ------------------ | ------------------ | ------------ | ------------ | ------------ | ------------ | ------------- | ------------- | ------- | --------- | --------- | --------- |
| Bordeaux II            | 2013–14            | CFA                | 12           | 1            | —            | —            | —             | —             | 0       | 0         | 12        | 1         |
| Bordeaux II            | 2014–15            | CFA                | 21           | 0            | —            | —            | —             | —             | 0       | 0         | 21        | 0         |
| Bordeaux II            | Tổng cộng          | Tổng cộng          | 33           | 1            | —            | —            | —             | —             | 0       | 0         | 33        | 1         |
| Bordeaux               | 2013–14            | Ligue 1            | 0            | 0            | 0            | 0            | 0             | 0             | 1       | 0         | 1         | 0         |
| Bordeaux               | 2014–15            | Ligue 1            | 2            | 0            | 0            | 0            | 0             | 0             | 0       | 0         | 2         | 0         |
| Bordeaux               | Tổng cộng          | Tổng cộng          | 2            | 0            | 0            | 0            | 0             | 0             | 1       | 0         | 3         | 0         |
| Paris Saint-Germain II | 2015–16            | CFA                | 16           | 0            | —            | —            | —             | —             | 0       | 0         | 16        | 0         |
| Barnsley               | 2016–17            | Championship       | 3            | 0            | 0            | 0            | 0             | 0             | 0       | 0         | 3         | 0         |
| Blackpool              | 2017–18            | League One         | 23           | 0            | 0            | 0            | 0             | 0             | 4       | 1         | 27        | 1         |
| Yeovil Town            | 2018–19            | League Two         | 35           | 1            | 1            | 0            | 1             | 0             | 0       | 0         | 37        | 1         |
| Valenciennes           | 2019–20            | Ligue 2            | 24           | 1            | 0            | 0            | 0             | 0             | —       | —         | 24        | 1         |
| Valenciennes           | 2020–21            | Ligue 2            | 23           | 0            | 3            | 0            | —             | —             | —       | —         | 26        | 0         |
| Valenciennes           | 2021–22            | Ligue 2            | 8            | 0            | 1            | 0            | —             | —             | —       | —         | 9         | 0         |
| Valenciennes           | Tổng cộng          | Tổng cộng          | 55           | 1            | 4            | 0            | 0             | 0             | —       | —         | 59        | 1         |
| CD Tondela (mượn)      | 2021–22            | Primeira Liga      | 8            | 0            | 2            | 0            | 0             | 0             | —       | —         | 10        | 0         |
| Pau FC                 | 2022–23            | Ligue 2            | 0            | 0            | 0            | 0            | —             | —             | —       | —         | 0         | 0         |
| Tổng kết sự nghiệp     | Tổng kết sự nghiệp | Tổng kết sự nghiệp | 175          | 3            | 7            | 0            | 1             | 0             | 5       | 1         | 189       | 4         |

1. ↑  Các giải quốc gia như Cúp FA, Cúp bóng đá Pháp và Cúp bóng đá Bồ Đào Nha
2. ↑  Các giải cúp Liên đoàn bao gồm Cúp EFL
3. ↑  Số lần ra sân ở Europa League
4. ↑  Số lần ra sân ở EFL Trophy

### Quốc tế
Tính đến trận đấu diễn ra ngày 4 tháng 6 năm 2022
| Đội tuyển quốc gia | Năm       | Số trận | Bàn thắng |
| ------------------ | --------- | ------- | --------- |
| Bénin              | 2015      | 2       | 0         |
| Bénin              | 2018      | 3       | 1         |
| Bénin              | 2019      | 10      | 0         |
| Bénin              | 2020      | 3       | 0         |
| Bénin              | 2021      | 3       | 0         |
| Bénin              | 2022      | 3       | 0         |
| Tổng cộng          | Tổng cộng | 24      | 1         |

Tính đến trận đấu diễn ra ngày 4 tháng 6 năm 2022
 Tỷ số và kết quả liệt kê bàn thắng của Bénin trước tiên, cột tỷ số cho biết tỷ số sau mỗi bàn thắng của D'Almeida.
| STT | Ngày                 | Sân vận động                      | Trận | Đối thủ | Tỷ số | Kết quả | Giải đấu                            |
| --- | -------------------- | --------------------------------- | ---- | ------- | ----- | ------- | ----------------------------------- |
| 1   | 16 tháng 10 năm 2018 | Stade de l'Amitié, Cotonou, Benin | 4    | Algérie | 1–0   | 1–0     | Vòng loại Cúp bóng đá châu Phi 2019 |